# Kreolština
Kreolština (španělsky criollo) označuje v jazykovědě jazyk, změněný v důsledku vlivu jiných jazyků, přičemž tímto vlivem se rozumí vliv mateřského jazyka jednoho z rodičů. Kreolizované jazyky vznikaly především v místech mimo Evropu, kde se usazovali evropští osadníci a stýkali se s původním obyvatelstvem (ale nejen tam). Vznikly tak kreolizované formy celé řady evropských jazyků, které jsou oproti původní podobě jen částečně pozměněny a zůstávají jim dobře srozumitelné.
Často dochází k mylné představě, že jednotlivé formy kreolštiny jsou si podobné navzájem. Ve skutečnosti jsou si například kreolizovaná francouzština a kreolizovaná malajština zcela nesrozumitelné a např. verze kreolizované francouzštiny jsou mezi sebou často méně podobné než se samotnou spisovnou francouzštinou. Např. věta všichni potřebujeme společně pracovat pro budování naší budoucnosti se píše francouzsky nous tous avons besoin de travailler ensemble à créer notre avenir a seychelsky nou tou bezwen travay ansamn pou kree nou lavenir, přičemž výslovnost je velice podobná (kreolizované jazyky obvykle používají více fonetický přepis). Navíc v Latinské Americe pojem kreol často neoznačuje osobu používající kreolštinu, ale potomka evropských přistěhovalců bez bližšího jazykového určení, což vede k častému zaměňování. Kreolizací a kreolštinou se zabývá obor lingvistiky zvaný kreolistika. Evropa zažila naposledy významný případ kreolizace v období po pádu starověkého Říma, kdy kreolizací latiny postupně vznikly románské jazyky.
Předstupněm kreolizace je pidžinizace. Pidžinizací původního jazyka vzniká dorozumívací jazyk, který nemá vyvinutou úplnou gramatiku. Pidžin nemůže být mateřštinou, může se ovšem vyvinout v mateřštinu následující generace mluvčích a v tom případě dochází k jeho úplné gramatizaci (je kreolizován).

## Přehled kreolizovaných jazyků

### Na základěfrancouzštiny
- karibská francouzština
  - guayanština ve Francouzské Guyaně
  - louisianská kreolština v Louisianě
  - haitská kreolština na Haiti
  - antilská kreolština
    - guadeloupská kreolština na Guadeloupe
    - dominická kreolština na Dominice
    - martinická kreolština na Martiniku
    - svato-lucijská kreolština na Svaté Lucii
- bourbonská francouzština
  - réunionská kreolština na Réunionu
  - mauricijská kreolština na Mauritius
  - seychelština na Seychelách
  - ke vzniku kreolizované francouzštiny dochází v současné době na Nové Kaledonii (Tayo)

### Na základěangličtiny
- bislamština na Vanuatu
- jamajský patois na Jamajce
- havajská angličtina na Havaji
- gullah v Georgii
- pitcairnština na Pitcairnově ostrově
- belizská kreolština v Belize
- Tok Pisin na Papui Nové Guineji
- Sranan Tongo v Surinamu
- řada dalších

### Na základěšpanělštiny
- papiamento na Arubě, Bonaire a Curaçau (někdy ovšem řazené i mezi kreolizovanou portugalštinu)
- chamorro na Guamu a Severních Mariánách
- některé jazyky vzniklé smíšením s indiánskými (palenquero)
- chavacano používané na Filipínách

### Na základěportugalštiny
- kapverdská kreolština na Kapverdách
- papiamento na Arubě, Bonaire a Curaçau
- angolská kreolština na ostrově Svatý Tomáš a Princův ostrov

### Na základěhindštiny
- Andamanská kreolizovaná hindština na Andamanských ostrovech

### Na základěmalajštiny
- peranakanština, ambonština, bandština, betawi, babang, kupangština, manado a jiné v Indonésii, Malajsii a na Cejlonu a řada dalších

### Na základěněmčiny
- unserdeutsch (rabaulština) na Papui Nové Guineji[2]
- Namibijská černá němčina v Namibii

### Na bázinizozemštiny
- Sranan Tongo neboli surinamština v Surinamu (tedy v bývalé Nizozemské Guyaně)
- afrikánština v Jihoafrické republice a v jejím okolí (částečně ovlivněná i francouzštinou)
  - kreolizované formy afrikánštiny, zejména oorlamština v Namibii
- A další

### Na báziarabštiny
- Maltština, nejrozšířenější jazyk Malty
- Několik jazyků v oblasti jižní Sahary (například Nubi)

### Na bázi čínštiny
- tangwang, hokaglish, wutun

### Na základěásámštiny
- Nágálandská kreolština

### Na bázijaponštiny
- Ilanská kreolizovaná japonština